# Отпадници (случај први / случај други)
Отпадници (случај први / случај други) је роман српске ауторке Ање Мијовић објављен 2021. године.

## О ауторки
Ања Мијовић рођена је у Београду 1975. године. Студирала је драматургију. Главна је и одговорна уредница и ауторка портала „Директна реч”. Сарадница је, на сценарију, телевизијске серије Кљун. Живела је у Џакарти, а данас живи и ради у Београду. Има сина и ћерку.

## О књизи
Савремени Београд је компликован град, препун мрачних појава које оперишу иза кулиса, уличних пробисвета, покварених приватника, корумпираних политичара и манијака спремних да почине најгнусније злочине, док се са друге стране налази простодушан, обичан свет, оптерећен свакодневним породичним и пословним проблемима, несвестан опасности која стално вреба.
Урош Станић и Андреј Поповић, припадници и предводници новооформљеног Одељења за високотехнолошки криминал, добро познају обе стране те градске медаље. Обојица са собом носе тежак терет из прошлости и обојица спадају у неискварене, моралне људе чији је задатак да се свакодневно суочавају са мраком велеграда, у покушају да га сузбију.